# Sous-district de Haïfa

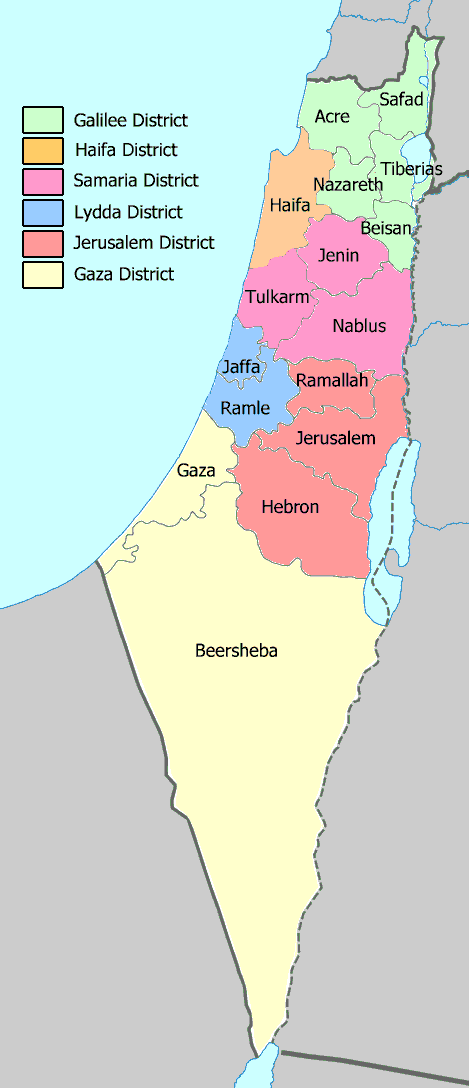
Les districts et sous-districts de la Palestine mandataire en 1945.

Le sous-district de Haïfa (arabe : قضاء حيفا ; hébreu : נפת חיפה) était un sous-district de Palestine mandataire. Il recouvrait une partie de la côte méditérannéenne du nord de la Palestine, le sud-ouest de la Galilée et la région de Wadi Ara. Le sous-district disparaît après le retrait des troupes britanniques de la région. Peu avant et durant la guerre israélo-arabe de 1948-1949, près de la moitié des localités arabes du sous-district sont dépeuplées ou détruites. L'intégralité du district est pris par Israël, alors qu'il est défendu par des combattants arabes de l'Armée de libération arabe et de milices locales.

## Villes et villages dépeuplés
| Anciennes localités | Localités actuelles |
| --- | --- |
| - Abu Shusha - Abu Zurayq - Arab al-Fuqara - Arab al-Nufay'at - Arab Zahrat al-Dumayri - Ayn Ghazal - Ayn Hawd - Balad ash-Sheikh - Barrat Qisarya - Beit Lehem - Burayka - al-Burj, Khirbat - al-Butaymat - Daliyat al-Rawha - al-Damun, Khirbat - al-Dumayri - al-Ghubayya al-Fawqa - al-Ghubayya al-Tahta - Hawsha - Ijzim - Jaba' - al-Jalama - Jebata - Kabara - Kafr Lam - al-Kafrayn - al-Kasayir, Khirbat - Khubbaiza - Lid, Khirbat - al-Manara - al-Manara, Khirbat - al-Mansi - al-Mansura - al-Mansura, Khirbat - al-Mazar - al-Naghnaghiyya - Qannir - Qira - Qisarya - Qumbaza, Khirbat - al-Rihaniyya - Sabbarin - al-Sarafand - al-Sarkas, Khirbat - Sa'sa', Khirbat - Sheikh Bureik, Lajjun - al-Shuna, Khirbat - al-Sindiyana - al-Tantoura - al-Tira - Umm al-Shawf - Imm al-Zinât - Wa'arat al-Sarris - Wadi Ara - Umm al 'Amad - Yajur | - Alonei Abba - Amriyye - 'Ara - Ar'ara - Atlit - Basmat Tab'un - Bethléem de Galilée - Binyamina - Buweishat - Daliyat al-Carmel - Fureidis - Gvat - Hadera - Haïfa - Hajajra - Hilf - al-Humeira - I'billin - Ibtin - Isifiya - Jeida - Jisr az-Zarqa - Ka'abiyya - Kababir - Kafr Qara - Karkur - Khawalid - Kiryat-Ata - Kiryat Bialik - Kiryat Motzkin - Meiser - Pardes Hanna - Ras Ali - al-Maqura, Khirbat - Sa'ayda - Sarkis - Shefa-'Amr - Shimron - Umm al-Qutuf - Zikhron Yaakov - al-Zubeidat |

Pour les colonies juives créées avant 1947, voir district de Haïfa.